# Brona (góra)
Brona (402 m n.p.m.) – wzniesienie w południowo-zachodniej Polsce,  w Sudetach Środkowych, w Górach Bardzkich.

## Położenie i opis
Wzniesienie położone jest w północno-zachodniej części Grzbietu Wschodniego Gór Bardzkich, nad Przełomem Bardzkim, na południowy wschód od Barda, w bezpośrednim sąsiedztwie Bardzkiej Góry.
Wzniesienie o kształcie kopca z niewyraźnie zaznaczonym wierzchołkiem i stromymi zboczami, wznosi się nad Przełomem Nysy Kłodzkiej, po jego południowej stronie. Wzniesienie wydzielają krótkie strome doliny potoków górskich, od wschodu od Bardzkiej Góry oddziela dolina Srebrnika a od zachodu od Tunelowej Góry dolina Węglówki. Góra wyrasta w zachodnim odgałęzieniu odchodzącym od Bardzkiej Góry i opadającym w stronę Barda. Góra w stronę Srebrnika opada stromym Srebrnym Zboczem, zboczem północnym opada w stronę Barda dochodząc do Nysy Kłodzkiej, zbocze południowe na krótkim odcinku nieznacznie opada tworząc małe siodło, a po paru metrach podnosi się w stronę wzniesienia Kozioł. Góra zbudowana jest z dolnokarbońskich szarogłazów, zlepieńców i łupków ilastych struktury bardzkiej. Wzniesienie w całości porośnięte jest lasem świerkowo-bukowo-dębowym, z domieszką innych gatunków drzew. Wokół szczytu przebiega kilka dróg leśnych. Na północnym zboczu góry wznoszą się zabudowania klasztoru ss. urszulanek. U zachodniego podnóża góry w dolinie Srebrnika położone są zabudowania Barda przy ulicy Krakowskiej. Zachodnim zboczem powyżej potoku trawersuje "Długa Droga" droga leśna.

## Historia
W 1884 r. powyżej klasztoru na terenie ówczesnego parku leśnego urządzono punkt widokowy „Piękny Widok” (niem. Schöne Aussicht), który obok Kalwarii stanowił najbardziej uczęszczane miejsce w okolicy miasta. Roztacza się z niego widok na miasto i okolicę oraz na fragment Przedgórza Sudeckiego, widoczne poprzez wylot Przełomu Bardzkiego. Dodatkową atrakcję stanowiła gospoda wzniesiona ze specjalnego rodzaju wodoodpornego kartonu, produkowanego w bardzkiej papierni. Obecnie ścieżki spacerowe są już słabo czytelne, a wokół tarasu podrosły drzewa. Miejsce dawnego punktu widokowego nadal zachowało charakter dzikiego parku leśnego, obejmującego zbocza góry. Obecnie punkt widokowy znajduje się na zakręcie szerokiej drogi leśnej, prowadzącej z Barda do Źródła Marii. Z dawnego punktu widokowego zachowała się barierka ograniczająca taras widokowy. Miejsce to jest nadal atrakcyjne widokowo, ale mniej popularne, ponieważ omijają je szlaki turystyczne.